# Hydriomena pluviata
Hydriomena pluviata là một loài bướm đêm trong họ Geometridae.